# Museumsschiff

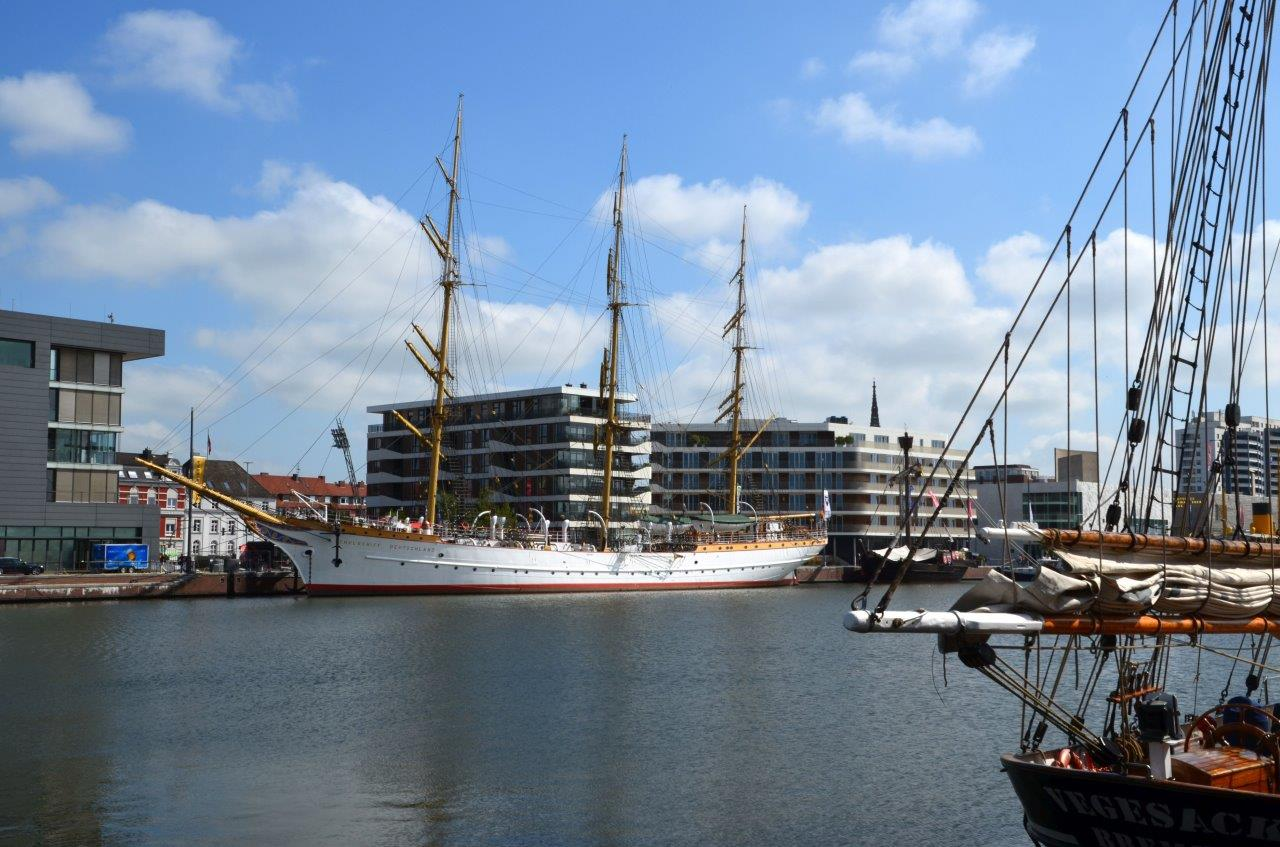
Museumsschiff Schulschiff Deutschland, Bremerhaven

Ein Museumsschiff ist im allgemeinen Wortgebrauch ein Schiff (gegebenenfalls auch Boot), das wie ein Museum besichtigt werden kann.
Die meisten Museumsschiffe sind außer Dienst gestellte, zum Teil noch voll funktionstüchtige ältere oder besondere Schiffe, die beispielsweise in ihrer Bauart oder wegen ihrer Geschichte selten oder einzigartig sind oder weil vergleichbare Schiffe durch Verschrottung und andere Verluste selten geworden sind. Sie liegen entweder fest vertäut an einer Pier im Wasser oder sind in Trockendocks oder auch an Land zum Teil auch in eigenen Gebäuden ausgestellt. Einige wenige Museumsschiffe fahren noch aus und bieten zum Teil gelegentliche Mitfahrgelegenheiten an.
Viele Museumsschiffe gehören Schifffahrtsmuseen wie dem Deutschen Schifffahrtsmuseum oder Vereinen, die sich um den Erhalt und die Restaurierung der Schiffe kümmern.